# جيمس س. كولينز
جيمس س. كولينز (بالإنجليزية: James C. Collins)‏ هو شخصية أعمال وكاتب وصحفي أمريكي، ولد في 25 يناير 1958 في بولدر في الولايات المتحدة.

## وصلات خارجية
- الموقع الرسمي
- جيمس س. كولينز على موقع ميوزك برينز (الإنجليزية)